# Maria Lucca
Maria Lucca ist eine deutsche Schauspielerin und Hörspielsprecherin.

## Leben
1968 hatte Lucca bei dem Fernsehfilm Der große Augenblick des kleinen Pubo erstmals eine Rolle inne. 1972 stand sie in der Fernsehserie Das Jahrhundert der Chirurgen erstmals für das Fernsehen vor der Kamera.

## Filmografie
- 1968: Der große Augenblick des kleinen Pubo (Fernsehfilm)
- 1968: Ich auf Bestellung (Fernsehfilm)
- 1969: Herr Wolff hat seine Krise (Fernsehfilm)
- 1972: Tödliches Gold (Assignment: Munich, Fernsehfilm)
- 1972: Hochzeit (Fernsehfilm)
- 1972: Der Amateur (Fernsehfilm)
- 1972: Das Jahrhundert der Chirurgen (Fernsehserie, eine Folge)
- 1973: Okay S.I.R. (Fernsehserie, eine Folge)
- 1973: Mordkommission (Fernsehserie, eine Folge)
- 1973: Zwischen den Flügen (Fernsehserie, eine Folge)
- 1974: Zwangspause (Fernsehfilm)
- 1975: Das Anhängsel (Fernsehfilm)
- 1976: Das Brot des Bäckers
- 1977: Notwehr (Fernsehfilm)
- 1978: Das andere Lächeln (Fernsehfilm)
- 1978: Die Straße (Die Strasse, Fernsehserie, eine Folge)
- 1978: Ausgerissen! Was nun? (Fernsehserie, eine Folge)
- 1978: Sechs Millionen (Miniserie)
- 1980: Un-Ruhestand – Geschichten vom Älterwerden (Fernsehserie, eine Folge)
- 1982: Love Unlimited
- 1986: Tür an Tür (Fernsehfilm)
- 1991: Der Alte (Fernsehserie, eine Folge)

## Hörspiele (Auswahl)
- 1968: Karl Bogner: La donna e mobile oder Die Frau mit der Bayardpistole. Ein Wiener Sensationsprozeß (Stubenmädel) – Regie: Karl Bogner (Hörspiel – BR)
- 1969: Henrik Ibsen: Peer Gynt – Regie: Heinz-Günter Stamm (Hörspielbearbeitung – BR)
- 1969: Terence Rattigan: Und abends in die Komödie: Der schlafende Prinz – Regie: Heinz-Günter Stamm (Hörspielbearbeitung – BR)

Quelle: ARD-Hörspieldatenbank